# Saint-Martial-de-Mirambeau
Saint-Martial-de-Mirambeau és un municipi francès situat al departament del Charente Marítim i a la regió de la Nova Aquitània. L'any 2007 tenia 237 habitants.

## Demografia

### Població
El 2007 la població de fet de Saint-Martial-de-Mirambeau era de 237 persones. Hi havia 108 famílies de les quals 30 eren unipersonals (4 homes vivint sols i 26 dones vivint soles), 43 parelles sense fills, 26 parelles amb fills i 9 famílies monoparentals amb fills.
La població ha evolucionat segons el següent gràfic:
Habitants censats

### Habitatges
El 2007 hi havia 139 habitatges, 110 eren l'habitatge principal de la família, 18 eren segones residències i 11 estaven desocupats. 129 eren cases i 9 eren apartaments. Dels 110 habitatges principals, 79 estaven ocupats pels seus propietaris, 23 estaven llogats i ocupats pels llogaters i 7 estaven cedits a títol gratuït; 3 tenien dues cambres, 15 en tenien tres, 34 en tenien quatre i 58 en tenien cinc o més. 95 habitatges disposaven pel capbaix d'una plaça de pàrquing. A 49 habitatges hi havia un automòbil i a 51 n'hi havia dos o més.

### Piràmide de població
La piràmide de població per edats i sexe el 2009 era:
| Homes | Edats   | Dones |
| ----- | ------- | ----- |
| 0     | 95 o +  | 0     |
| 0     | 90 a 94 | 0     |
| 4     | 85 a 89 | 0     |
| 4     | 80 a 84 | 0     |
| 8     | 75 a 79 | 12    |
| 8     | 70 a 74 | 8     |
| 4     | 65 a 69 | 4     |
| 0     | 60 a 64 | 20    |
| 4     | 55 a 59 | 0     |
| 8     | 50 a 54 | 4     |
| 8     | 45 a 49 | 8     |
| 8     | 40 a 44 | 12    |
| 4     | 35 a 39 | 4     |
| 4     | 30 a 34 | 8     |
| 16    | 25 a 29 | 12    |
| 8     | 20 a 24 | 8     |
| 4     | 15 a 19 | 8     |
| 4     | 10 a 14 | 4     |
| 8     | 5 a 9   | 12    |
| 4     | 0 a 4   | 4     |

## Economia
El 2007 la població en edat de treballar era de 147 persones, 100 eren actives i 47 eren inactives. De les 100 persones actives 89 estaven ocupades (43 homes i 46 dones) i 11 estaven aturades (5 homes i 6 dones). De les 47 persones inactives 19 estaven jubilades, 17 estaven estudiant i 11 estaven classificades com a «altres inactius».

### Ingressos
El 2009 a Saint-Martial-de-Mirambeau hi havia 103 unitats fiscals que integraven 211,5 persones, la mediana anual d'ingressos fiscals per persona era de 16.272 €.

### Activitats econòmiques
Dels 4 establiments que hi havia el 2007, 1 era d'una empresa alimentària, 1 d'una empresa de fabricació d'altres productes industrials, 1 d'una empresa de construcció i 1 d'una empresa de comerç i reparació d'automòbils.
L'únic servei als particulars que hi havia el 2009 era una fusteria.
L'any 2000 a Saint-Martial-de-Mirambeau hi havia 17 explotacions agrícoles que ocupaven un total de 384 hectàrees.

## Poblacions més properes
El següent diagrama mostra les poblacions més properes.